# 業界クイズ ミニキテ!
『業界クイズ ミニキテ!』（ぎょうかいクイズ ミニキテ）は、日本テレビ系列局ほかで放送された中京テレビ製作のクイズ番組。全25回。製作局の中京テレビでは2007年10月6日から2008年3月29日まで、毎週土曜 17:25 - 17:55 (JST) に放送。

## 概要
様々な業界をテーマにしていたクイズ番組で、バナナマンほか5人のレギュラー解答者たちがその業界で働く者たちから出題されるクイズに答えていた。業界関係者たちは番組内で「ミニキテさん」と、レギュラー解答者たちは「おバカ5人組」と呼ばれていた。
放送開始当初は、まずミニキテさんたちがVTRを通じてレギュラー5人に業界クイズを出題した後、5人が記述式で解答。そして、不正解者の中からリポーターに選ばれた者がミニキテさんたちがいる場所まで赴き、正解の場面を取材するという流れで行われていた。正解者は当初、その場面を知っているということで取材に行かせてもらえなかったが、後に正解者を知らせないまま5人の中から取材に向かう者を任意に選ぶ方式に変更された。放送後期では、初めから5人全員でミニキテさんたちの下を訪れるようになったため、前述のスタイルは廃止された。
この番組はデータ放送連動番組であるが、データ放送を行っていたのは製作局の中京テレビのみであり、それ以外の大多数のネット局は行っていなかった。これは、同時期に日本テレビ系列局で放送されていた中京テレビ製作の『スーパーチャンプル』と同様の事例である。

## 出演者

### 解答者
- 日村勇紀（バナナマン） - クイズの出題前、司会者不在時にはメインを務めていた。
- 設楽統（バナナマン）
- スザンヌ
- ボビー・オロゴン
- ギャル曽根

### 司会者
- 板谷学（中京テレビプロデューサー、元アナウンサー） - 番組プロデュースとの兼務で司会を務めていたが、本社制作部への人事異動によりわずか1か月で降板した。
- SHINZEN - ただし、常に出演しているわけではなかった。2008年1月頃からはさらに出番が少なくなったが、それでも現場まで同行することがあった。

### ナレーター
- 中村正

## スタッフ
- 構成 - 豊村剛、中野俊成、西澤公太郎
- 技術協力 - ヌーベルフォース、スタジオヴェルト
- 衣裳協力 - ZERO
- 音楽協力 - 日本テレビ音楽
- リサーチ - スコープ、VISPO
- デスク - 松丸智美（CTV）、竹村祐美
- AD - 神田一成・古川雄一（共にCTV）、林慶遥（スペード・ワン）、植野裕子
- ディレクター - 本多晋・宗宮功卓（共にCTV）、野村哲史・小石重蔵（共にGUTS）、清水栄次（スペード・ワン）
- 演出 - 市健治（CTV）、長久弦（GUTS）
- プロデューサー - 村井清隆・板谷学（共にCTV）
- チーフプロデューサー - 安部田公彦（CTV）
- 製作著作 - 中京テレビ

## 放送局
| 放送対象地域   | 放送局             | 系列           | 放送日時                                                                  | 備考                |
| -------------- | ------------------ | -------------- | ------------------------------------------------------------------------- | ------------------- |
| 中京広域圏     | 中京テレビ         | 日本テレビ系列 | 土曜 17:25 - 17:55                                                        | 製作局              |
| 関東広域圏     | 日本テレビ         | 日本テレビ系列 | 日曜 10:55 - 11:25                                                        | 1日遅れ             |
| 宮城県         | ミヤギテレビ       | 日本テレビ系列 | 日曜 10:55 - 11:25                                                        | 1日遅れ             |
| 石川県         | テレビ金沢         | 日本テレビ系列 | 日曜 10:55 - 11:25                                                        | 1日遅れ             |
| 鳥取県・島根県 | 日本海テレビ       | 日本テレビ系列 | 日曜 10:55 - 11:25                                                        | 1日遅れ             |
| 高知県         | 高知放送           | 日本テレビ系列 | 日曜 10:55 - 11:25                                                        | 1日遅れ             |
| 福岡県         | 福岡放送           | 日本テレビ系列 | 日曜 10:55 - 11:25                                                        | 1日遅れ             |
| 長崎県         | 長崎国際テレビ     | 日本テレビ系列 | 日曜 10:55 - 11:25                                                        | 1日遅れ             |
| 近畿広域圏     | 読売テレビ         | 日本テレビ系列 | 月曜 24:59 - 25:31                                                        | 2日遅れ             |
| 新潟県         | テレビ新潟         | 日本テレビ系列 | 木曜 24:59 - 25:29                                                        | 5日遅れ → 19日遅れ  |
| 北海道         | 札幌テレビ         | 日本テレビ系列 | 土曜 17:00 - 17:30                                                        | 7日遅れ → 21日遅れ  |
| 山梨県         | 山梨放送           | 日本テレビ系列 | 日曜 15:55 - 16:25                                                        | 8日遅れ             |
| 青森県         | 青森放送           | 日本テレビ系列 | 水曜 09:55 - 10:25                                                        | 11日遅れ            |
| 静岡県         | 静岡第一テレビ     | 日本テレビ系列 | 水曜 24:29 - 24:59                                                        | 11日遅れ            |
| 山口県         | 山口放送           | 日本テレビ系列 | 水曜 24:29 - 24:59                                                        | 11日遅れ → 18日遅れ |
| 香川県・岡山県 | 西日本放送         | 日本テレビ系列 | 水曜 24:29 - 24:59                                                        | 11日遅れ → 18日遅れ |
| 秋田県         | 秋田放送           | 日本テレビ系列 | 金曜 15:55 - 16:24                                                        | 13日遅れ            |
| 福島県         | 福島中央テレビ     | 日本テレビ系列 | 日曜 16:55 - 17:25                                                        | 15日遅れ            |
| 富山県         | 北日本放送         | 日本テレビ系列 | 月曜 24:29 - 25:00                                                        | 16日遅れ → 30日遅れ |
| 山形県         | 山形放送           | 日本テレビ系列 | 水曜 25:04 - 25:34                                                        | 18日遅れ            |
| 鹿児島県       | 鹿児島読売テレビ   | 日本テレビ系列 | 土曜 10:00 - 10:30                                                        | 28日遅れ → 21日遅れ |
| 熊本県         | くまもと県民テレビ | 日本テレビ系列 | 日曜 12:00 - 12:30                                                        | 29日遅れ            |
| 愛媛県         | 南海放送           | 日本テレビ系列 | 日曜 12:55 - 13:25 （2008年3月まで） 水曜 16:21 - 16:50 （2008年4月以降） | 29日遅れ → 60日遅れ |
| 広島県         | 広島テレビ         | 日本テレビ系列 | 日曜 17:00 - 17:30                                                        | 36日遅れ            |
| 長野県         | テレビ信州         | 日本テレビ系列 | 日曜 13:00 - 13:30                                                        | 50日遅れ            |
| 福井県         | 福井放送           | NNS・ANN       | 木曜 25:24 - 25:54                                                        | 12日遅れ            |
| 埼玉県         | テレビ埼玉         | 独立UHF局      | 水曜 18:30 - 19:00                                                        | 約2年遅れ           |

## 備考
- 製作局の中京テレビでは、この番組以前にも同土曜17:25枠で日本テレビ系全国ネットの自社製作番組『いただきマッスル!』が放送されていたが、同番組が日曜12:35枠へ移動した後は日本テレビ製作番組の再放送枠として使われるという状態が続いていた。この『ミニキテ!』がスタートしたことにより、同枠は1年振りに自社製作枠へと復帰したが、番組の終了後は再び再放送枠として使われることになった（ただし、その後も一時的に『バリバリ!電波あいどる』を放送していたことがある）。2009年4月からは替わって土曜16:25枠が自社製作枠となり、以後は同枠で『幸せの黄色い仔犬』が放送されている。
- キー局の日本テレビはこの『ミニキテ!』の終了以来、営業収入の大幅減収・経常利益の激減などを理由に日曜10:55枠でのレギュラー番組の放送を中断していた。その後は過去の自社製作番組の再放送で間を繋いでいたが、この状態は2011年4月に『誰だって波瀾爆笑』が移動してきたことによって回復している。